# Karina Plachetka
Karina Plachetka née le 18 novembre 1975 en Pologne, est une actrice allemande de cinéma, de séries télévisées et de théâtre.

## Filmographie
- 2003 : Du bist nicht Belmondo (court métrage)
- 2003 : Wir : Judith
- 2004 : Bukow and König (série télévisée)
- 2004 : Land's End (téléfilm) : Piglet
- 2004 : Die Spielwütigen (de) (documentaire)
- 2006 : Nothing But Ghosts : Caro
- 2007 : Berlin Brigade Criminelle (série télévisée) : Susanne Jung
- 2009 : Beyond the Wall (téléfilm) : Sandra Michaelis
- 2009 : Stolberg (série télévisée) : Claudia Sundberg
- 2009 : Whisky mit Wodka (de) : Mélanie
- 2011 : Fernes Land : Nina
- 2011 : Großstadtrevier (série télévisée) : Birgit Wehren
- 2013 : Deux Mères (Zwei Mütter) : Isabella Bürgelin
- 2013 : Unsere Mütter, unsere Väter (mini série) : Erika
- 2014 : Die letzte Spur (série télévisée) : Marianne Schubert
- 2014 : Tatort (série télévisée) : Ilka Behrens / Petra Piwek
- 2016 : 24 Wochen d'Anne Zohra Berrached :

## Théâtre
- 2009: Adam und Evelyn
- 2011: Kleiner Mann – was nun?
- 2014: Wir sind keine Barbaren!